# Копринена фабрика „Хрисалис“
Копринената фабрика „Хрисалис“ (на гръцки: Μεταξουργείο Χρυσαλλίς) е комплекс от индустриални сгради в град Гумендже, Гърция, обявени за паметник на културата.
Фабриката е построена в 1920 година на източния вход на града. Повече от половин век е фабрика на пирейската компания „Хрисалис“. Фабриката продължава да е частна собственост, като запазва по-голямата си част от оригиналното си оборудване и е сред малкото примери за копринени фабрики в страната.
Основната сграда е издължена постройка със серия големи отвори и двускатен покрив. По протежение на високия покрив има голям оберлихт и серия отвори. Покривът е метален, а стените са каменни и измазани. Помощните сграда са обикновени правоъгълни структури с големи отвори и са били предназначени за оперативни нужди.
В 1985 година, поради „историческото си значение“, фабриката е обявена за паметник на културата.